# Alstroemeria crispata
Alstroemeria crispata  es una especie fanerógama, herbácea, perenne y rizomatosa perteneciente a la familia de las alstroemeriáceas. Es endémica del norte de Chile.

## Taxonomía
Alstroemeria crispata fue descrita por  Rodolfo Amando Philippi, y publicado en Linnaea 29: 70 (1857)
Etimología
Alstroemeria: nombre genérico que fue nombrado en honor del botánico sueco barón Clas Alströmer (Claus von Alstroemer) por su amigo Carlos Linneo.
crispata: epíteto latino que significa "con rizos".